# Dysstroma amaenata
Dysstroma amaenata är en fjärilsart som beskrevs av Stephens 1829. Dysstroma amaenata ingår i släktet Dysstroma och familjen mätare. Inga underarter finns listade i Catalogue of Life.